# Pseudanthias bimaculatus
Pseudanthias bimaculatus är en fiskart som först beskrevs av Smith, 1955.  Pseudanthias bimaculatus ingår i släktet Pseudanthias och familjen havsabborrfiskar. Inga underarter finns listade i Catalogue of Life.